# Carmen Luisa Letelier
Carmen Luisa Letelier Valdés (20 de noviembre de 1943) es una contralto y profesora de canto chilena, ganadora del Premio Nacional de Artes Musicales de Chile en 2010.

## Biografía
Es hija del compositor Alfonso Letelier Llona y de la artista Margarita Valdés Subercaseaux. La influencia de sus padres hizo que tanto ella como su hermano Miguel se interesaran en la música.
Cursó la carrera de pedagogía en castellano en la Pontificia Universidad Católica de Chile, donde se tituló de profesora en 1967. En 1979 obtuvo su título de intérprete superior en canto en la Facultad de Artes de la Universidad de Chile. En aquella facultad fue alumna de Lila Cerda, Elvira Savi, Federico Heinlein, Clara Oyuela y Hernán Wurth.
Comenzó su carrera como docente en 1969, en el Instituto de Música de la Pontificia Universidad Católica. Tras casi diez años como profesora en el instituto, se trasladó al Departamento de música y sonología de la Universidad de Chile. En 1980 fue nombrada profesora titular en dicha universidad.
A lo largo de su carrera musical, ha estado ligada a diversas instituciones. En 1969 se unió al Conjunto de Música Antigua, una agrupación de la Pontificia Universidad Católica creada por Sylvia Soublette y Juana Subercaseaux. También ha colaborado con el Teatro Municipal de Santiago, y con el Centro de Extensión Artística y Cultural Domingo Santa Cruz y la Sala Isidora Zegers de la Facultad de la Universidad de Chile.
En septiembre de 2010, obtuvo el Premio Nacional de Artes Musicales de Chile, siendo la tercera integrante de su familia en ganarlo. Su padre había obtenido el Premio Nacional de Arte de Chile (mención música) en 1968, mientras que su hermano había recibido el Premio Nacional de Artes Musicales en 2008.